# Jiji
Jiji (技击, maestria nel colpire o nell'attaccare) è un termine delle arti marziali cinesi che viene utilizzato già dal periodo delle primavere e degli autunni. Viene anche tradotto con Scienza del Combattimento e indica la pratica del combattimento a mano nuda e della scherma. È apparso per la prima volta nello Xunzi (荀子) in cui si può leggere che gli uomini del regno di Qi (in una parte dell'attuale provincia di Shandong) stimavano moltissimo l'arte del combattimento (Jiji, appunto) e quelli tra di loro che vi si distinguevano erano riccamente ricompensati (Qi ren long jiji , qi ji ye, de yi shou zhe ze qi shu zi jin, wu ben shang yi 齐人隆技击，其技也，得一首者则赐赎锱金，无本赏矣). Nel Wushu Moderno o sportivo si riferisce all'applicazione marziale in opposizione allo Yangsheng, cioè l'insieme di tecniche per la salute.
Moltissimi libri di applicazione , anche degli stili tradizionali, menzionano nel loro titolo il termine Jiji.